# とらいあんぐるハート ラブラブおもちゃ箱
『とらいあんぐるハート ラブラブおもちゃ箱』は、ivoryが制作しJANISから2000年2月25日に発売された18禁恋愛アドベンチャーゲーム作品であり、『とらいあんぐるハート』および『とらいあんぐるハート2 さざなみ女子寮』のファンディスクである。
キャッチフレーズは「思い出してくれますか？」

## ミニシナリオ

### 五月の雪

#### 登場人物
雪（ゆき）
声：海原エレナ
ある日（『とらハ1』『とらハ2』のキャラたちが合同宴会をやろうとしている当日）、さざなみ寮の近くで発見された少女。過去の記憶が無く、雪という名前しか覚えていない。彼女の出現からしばらくして、さざなみ寮には雪が降り始める。
その正体は、かつて付近に住んでいた雪女の唯一の生き残り。400年ほど前、破壊を繰り返していた魔物ざからによって仲間達を皆殺しにされる。その後、祓い師の骸と、封印の獣であった氷那と共にざからに挑む。その結果、骸は「自分の子孫がお前に会いに来る」とざからと約束を交わし、雪と氷那がざからを封印して、ずっと見守り続けてきた。しかし400年経っても骸との約束が果たされない事に絶望した雪は、自身の命を絶ってざからを封印しようとするが、真一郎や七瀬らに止められ、ざからも骸への奇妙な友情から、雪と共に封じられる事を選ぶ。再度、封印される直前に真一郎と結ばれ、彼の子を宿す。
氷那（ひな）
雪と時を同じくしてさざなみ寮に現れる生き物。卵型の体に羽と短い四肢を持つ。雪のペットのようなもの。

### 猫たちの午後

#### 登場人物
次郎（じろう）
『とらハ2』本編にも登場する猫（シャム雑種）で、『猫たちの午後』主人公。飼い猫だが、さざなみ寮近辺を縄張りとし、同じように寮近辺を縄張りとする猫たちの顔役的存在。とらハシリーズ屈指のハードボイルドな半生の歩み手であり、小虎の育ての親でもある。トラブルにより、小虎とともに人間型に変身してしまう。（猫として）それなりの年月を生きているはずなのだが、書き起こされたラフ画は、小虎と大して変わらない少年だった。
小虎（ことら）
こちらも『とらハ2』本編に登場する猫（トラ柄の子猫。恐らく雑種）で、『猫たちの午後』ヒロイン。さざなみ寮近辺を縄張りとする野良であるが、さざなみ寮メンバーにより、ほとんど飼い猫のような扱いを受けている。次郎の庇護下でまっすぐ育っているが、やがて次郎へ恋心を募らせる。次郎同様、トラブルで人間型になってしまう。

## 主題歌
エンディングテーマ『リフレイン』
作詞：Yuka・都築真紀、作曲：Mine、編曲：Mine・まりのあや、歌：海原エレナ

## ミニゲーム

### バトルとらいカード
『とらハ1』『とらハ2』の登場人物を使用したカードバトルゲーム。

### ゆいこのにんじん
唯子を操作してステージ中のにんじんを食べていくドットイートタイプゲーム。

## その他収録コンテンツ
- スクリーンセーバー
- デスクトップキャラクター・壁紙集